# Проспект Пархоменка
Проспект Пархоменка — проспект в Старому місті Ленінського району міста Луганськ. Починається від вулиці Леніна і закінчується вулицею Тараса Шевченка. Проспект перетинає вулиця Карла Маркса. Протяжність — 195 метрів. Сполучає між собою площу Революції і Красну площу.

## Історія
Забудова вулиці кам'яними будинками почалася в середині XIX століття. Нижні поверхи побудованих особняків використовувались в комерційних цілях, верхні слугували апартаментами для власників, у дворах розміщувалися сараї, комори та підвали.
Історична назва — Соборний провулок — походить від Свято-Миколаївського собору. Його будівництво розпочалося в 1840 році. Церкву збудували через рік, а площу стали називати Соборною. Собор було підірвано більшовиками у 1935 році.
В 1922 році після приходу до влади більшовиків провулок було перейменовано на Комунальний.
В 1990-х роках провулок отримав назву проспект Пархоменка, на честь червоного командира часів Громадянської війни в Росії Пархоменка Олександра Яковича.